# Lea Henry
Ludi "Lea" Henry (nacida el 22 de noviembre de 1961 en Colquitt, Georgia) es una exjugadora de baloncesto estadounidense. Consiguió 1 medalla de oro con Estados Unidos en los Juegos Olímpicos de Los Ángeles 1984.